# Limea crenocostata
Limea crenocostata is een tweekleppigensoort uit de familie van de Limidae. De wetenschappelijke naam van de soort is voor het eerst geldig gepubliceerd in 1990 door Kilburn.